# Ricki Herbert
Richard „Ricki“ Herbert, CNZM (* 10. April 1961 in Auckland) ist ein neuseeländischer Fußballtrainer und ehemaliger Fußballspieler. Herbert ist ehemaliger Nationaltrainer seines Landes und war bis Februar 2013 gleichzeitig Clubtrainer bei Wellington Phoenix. Das Traineramt in Wellington gab er freiwillig auf, da sein Club lediglich den letzten Tabellenplatz der australischen A-League belegte.
Herbert spielte für verschiedene neuseeländische und australische Fußballmannschaften sowie zwischen 1984 und 1986 für die Wolverhampton Wanderers in England. Während seiner aktiven Laufbahn absolvierte Herbert zwischen 1980 und 1989 insgesamt 61 Länderspiele (7 Tore) für Neuseeland und nahm 1982 an der Fußball-Weltmeisterschaft teil.
Seit 1990 ist Herbert als Trainer tätig. 1996 übernahm er das Traineramt bei Central United in der ‘’National Summer League’’ und gewann mit dieser Mannschaft 1997 und 1998 den Chatham Cup, 1999 wurde Central United neuseeländischer Meister.
Ab 1999 engagierte der neuseeländische Fußballverband Herbert als Trainer für verschiedene Auswahlmannschaften. Im Februar 2005 wurde Herbert zu Nationaltrainer ernannt, nachdem er seit 2003 als Assistent von Mick Waitt tätig war.
Im Dezember 2006 übernahm er parallel das Traineramt beim neuseeländischen Vertreter in der A-League, den New Zealand Knights, nachdem den Besitzern des Vereins die Lizenz entzogen worden war. Nachdem die Lizenz für die Saison 2007/08 auf die Wellington Phoenix übergegangen war, wurde er Trainer der Mannschaft.
Mit der Nationalmannschaft nahm er als Trainer an der Fußball-Weltmeisterschaft 2010 in Südafrika teil. Dort belegte sein Team in Gruppe F (mit Italien, Slowakei und  Paraguay) nach drei Remis den dritten Platz.
In der Qualifikation für die Fußball-Weltmeisterschaft 2014 in Brasilien scheiterte sein Team in den Play-offs an Mexiko, was seinen Rücktritt vom Traineramt nach sich zog.
Am 19. August 2014 wurde die Vertragsunterzeichnung mit dem NorthEast United FC aus Guwahati ab der Eröffnungssaison der Indian Super League bekannt gegeben.